# Dunois (Orléanais)
Der Dunois ist eine historische Region im Westen der französischen Region Beauce, die sich von Châteaudun (Département Eure-et-Loir) bis in den Norden des Départements Loir-et-Cher erstreckt.
Die Region entspricht dem alten pagus Dunensis und war bis 1789 Bestandteil der Provinz Orléanais; sie lag im Westen des eigentlichen Orleanais und im Südwesten der Beauce. Die größten Städte des Dunois sind Châteaudun, Fréteval, Cloyes-sur-le-Loir, Bonneval, Patay und Marchenoir.
Die im 10. Jahrhundert erbliche Vizegrafschaft Dunois wurde 1382 an den Grafen von Blois verkauft und mit Blois 1391 von Louis de Valois, duc d’Orléans erworben. Dessen Sohn Charles de Valois, duc d’Orléans gab die Region 1439 seinem Halbbruder Jean, Bastard von Orléans, der sich seitdem Jean de Dunois nannte. 1707 fiel der Dunois wieder an die Krone.